# Lijst van voorzitters van het Vlaams Parlement
Dit is een lijst van voorzitters van het Vlaams Parlement, dat van 1971 tot 1980 de Cultuurraad voor de Nederlandse Cultuurgemeenschap heette en van 1980 tot 1996 de Vlaamse Raad.

## Lijst
| Nr. | Voorzitter | Voorzitter                        | Partij | Partij  | Begin            | Einde            | Kieskring                | Zittingsperiode(s)            |
| --- | ---------- | --------------------------------- | ------ | ------- | ---------------- | ---------------- | ------------------------ | ----------------------------- |
| 1   |            | Robert Vandekerckhove (1917-1980) |        | CVP     | 7 december 1971  | 9 mei 1974       | Mechelen-Turnhout        | 1971-1974                     |
| 2   |            | Jan Bascour (1923-1996)           |        | PVV     | 9 mei 1974       | 14 juni 1977     | Brussel                  | 1974-1977                     |
| 3   |            | Maurits Coppieters (1920-2005)    |        | VU      | 14 juni 1977     | 24 april 1979    | Dendermonde-Sint-Niklaas | 1977-1978 1979-1980           |
| 4   |            | Henri Boel (1931-2020)            |        | SP      | 24 april 1979    | 22 december 1981 | Leuven                   | 1979-1980 1980-1981           |
| 5   |            | Jean Pede (1927-2013)             |        | PVV     | 22 december 1981 | 3 december 1985  | Gent                     | 1981-1985                     |
| 6   |            | Frans Grootjans (1922-1999)       |        | PVV     | 3 december 1985  | 2 februari 1988  | Antwerpen                | 1985-1987                     |
| (5) |            | Jean Pede (1927-2013)             |        | PVV     | 2 februari 1988  | 18 oktober 1988  | Gent                     | 1988-1991                     |
| 7   |            | Louis Vanvelthoven (1938)         |        | SP      | 18 oktober 1988  | 13 januari 1994  | Gent                     | 1988-1991 1991-1995           |
| 8   |            | Eddy Baldewijns (1945)            |        | SP      | 13 januari 1994  | 13 juni 1995     | Hasselt                  | 1991-1995                     |
| 9   |            | Norbert De Batselier (1947)       |        | SP      | 13 juni 1995     | 12 juli 2006     | Dendermonde-Sint-Niklaas | 1995-1999 1999-2004 2004-2009 |
| 10  |            | Marleen Vanderpoorten (1954)      |        | VLD     | 13 juli 2006     | 13 juli 2009     | Antwerpen                | 2004-2009                     |
| 11  |            | Jan Peumans (1951)                |        | N-VA    | 13 juli 2009     | 25 mei 2019      | Limburg                  | 2009-2014 2014-2019           |
| 12  |            | Kris Van Dijck (1963)             |        | N-VA    | 18 juni 2019     | 11 juli 2019     | Antwerpen                | 2019-2024                     |
| 13  |            | Wilfried Vandaele (1959)          |        | N-VA    | 13 juli 2019     | 2 oktober 2019   | West-Vlaanderen          | 2019-2024                     |
| 14  |            | Liesbeth Homans (1973)            |        | N-VA    | 2 oktober 2019   | 8 januari 2025   | Antwerpen                | 2019-2024 2024-2029           |
| 15  |            | Freya Van den Bossche (1975)      |        | Vooruit | 8 januari 2025   | heden            | Gent                     | 2024-2029                     |